# Instituto de Microbiologia Paulo de Góes
O Instituto de Microbiologia Paulo de Góes (IMPG) é uma unidade de ensino, pesquisa e extensão da Universidade Federal do Rio de Janeiro (UFRJ). Localiza-se no prédio do Centro de Ciências da Saúde (CCS), na Cidade Universitária, Rio de Janeiro.

## Histórico
A história do Instituto de Microbiologia (IM) tem seu início em 1946, na Universidade do Brasil*. Os primeiros passos foram dados pelo professor Paulo de Góes (1913-1982), idealizador e criador do Instituto que atualmente leva seu nome em homenagem.
Paulo de Góes era médico por formação. Ocupava inicialmente o cargo de professor catedrático de Microbiologia na Escola de Enfermagem Anna Nery e, a partir daí, começou seu trabalho de liderança na formação de microbiologistas. Também ocupou as cátedras de Microbiologia nas faculdades de Farmácia e Medicina.
Para atender as três instituições com seus encargos, Paulo de Góes empenhou-se em reunir as três equipes em um só local que ficou conhecido como Pavilhão da Microbiologia (Urca, 1950). Ali os alunos passaram a assistir as aulas teóricas e práticas sob a coordenação do Prof. Paulo de Góes.
O sucesso do ensino e da pesquisa do pavilhão chamou a atenção de outros professores e pesquisadores. Em pouco tempo a equipe da cátedra de Microbiologia da faculdade de Odontologia também integrou-se ao grupo em ascensão.
O trabalho administrativo envolvendo as quatro cátedras precisava acomodar múltiplos interesses, tanto de natureza docente quanto discente. A solução encontrada foi dar à organização do pavilhão a conotação de unidade acadêmica autônoma, entretanto, este processo precisava de um regimento e de sua aprovação no Conselho Universitário.
Para isso, o Prof. Paulo de Góes contou com o incentivo e colaboração de Dona Risoleta, sua esposa, que era exímia datilógrafa e, assim, foi elaborado todo o regimento da unidade nascente que passou a ser chamada de Instituto de Microbiologia. Em função dos quatro grupos reunidos, com diferentes graduações, surgiram as cátedras de Microbiologia Geral, Microbiologia Médica, Imunologia e Virologia.
Nesse período, Paulo de Góes passou a dedicar-se à Virologia, mas sempre pensando no crescimento da unidade como um todo. Com financiamento das fundações americanas Rockefeller, Kellog’s e Ford, os trabalhos de pesquisa no IM ganharam nova conotação, grande parte em razão da liderança do Prof. Paulo de Góes que fazia parte da Organização Mundial da Saúde, da Organização Pan-Americana de Saúde e de várias outras organizações internacionais. No Brasil, era membro da Academia de Medicina e de Ciências.
Em 1963 o IM iniciou o ensino de Pós-graduação stricto-sensu, sendo a primeira instituição a conceder um título de Doutor no País.
Neste período entra para o programa do Instituto o pesquisador responsável pela consolidação da pesquisa no Departamento de Microbiologia Geral, Luis Rodolpho Rajare Gabaglia Travassos. Luis trouxe consigo novos conceitos e contribuindo para o crescimento e reconhecimento das pesquisas no Instituto.
De 1950 até 1982, quando faleceu, o Prof. Paulo de Góes dedicou sua vida ao Instituto e a Microbiologia em todos os seus aspectos, dando oportunidade para que jovens profissionais fossem agregados à grande família de microbiologistas brasileiros. Paulo de Góes começou jovem, com plena vitalidade e envelheceu à medida que o IM evoluía.
Em 1994, O Instituto de Microbiologia criou o primeiro curso de graduação para formação de Bacharéis em Microbiologia e Imunologia do País. Para atender a regras do mercado de trabalho, em 2006, o curso alterou seu escopo de abrangência e passou a formar Bacharéis em Biologia, na modalidade Microbiologia e Imunologia, sem modificar sua grade curricular, providência esta que o colegiado do IMPG resolveu adequar, no ano de 2011.
Em 1995, a direção da instituição, em concordância com todo o corpo docente, discente e de funcionários, resolveu homenagear a figura do Prof. Paulo, alterando o nome da instituição para Instituto de Microbiologia Paulo de Góes.
Atualmente, o IMPG é uma instituição consolidada, com destaque nas áreas de ensino, de pesquisa e de extensão, no âmbito da Microbiologia.
- A universidade do Brasil em 1965 passou a ser denominada Universidade Federal do Rio de Janeiro e, desde o ano 2000, recebeu o direito de ser designada por ambos os nomes.

## Estrutura

### Departamentos
O Instituto de Microbiologia possui estrutura departamental, possuindo assim os quatro seguintes departamentos:
- Microbiologia Geral
- Microbiologia Médica
- Virologia
- Imunologia

### Setores
Além dos quatro departamentos, há dois setores:
- Epidemiologia de Doenças Infecciosas
- Microscopia Eletrônica

### Localização
O Instituto ocupa integralmente o bloco I, correspondente a três andares, e algumas salas nos blocos D e E do Centro de Ciências da Saúde. É uma das unidades que mais dispõe de espaço no CCS, assim como o Instituto de Biofísica Carlos Chagas Filho (IBCCF) e o Instituto de Ciências Biomédicas (ICB).

## Ensino
O Instituto de Microbiologia é detentor do primeiro e único curso de graduação específico na área de Microbiologia (criado em 1994) no Brasil, bem como foi o primeiro a implantar um programa de pós-graduação na área de Microbiologia em 1965. Recentemente, passou a oferecer também o programa de pós-graduação em Imunologia e Inflamação.

### Graduação
- Ciências Biológicas: Microbiologia e Imunologia

### Pós-graduação
- Ciências (Microbiologia)
- Imunologia e Inflamação

## Galeria de fotos

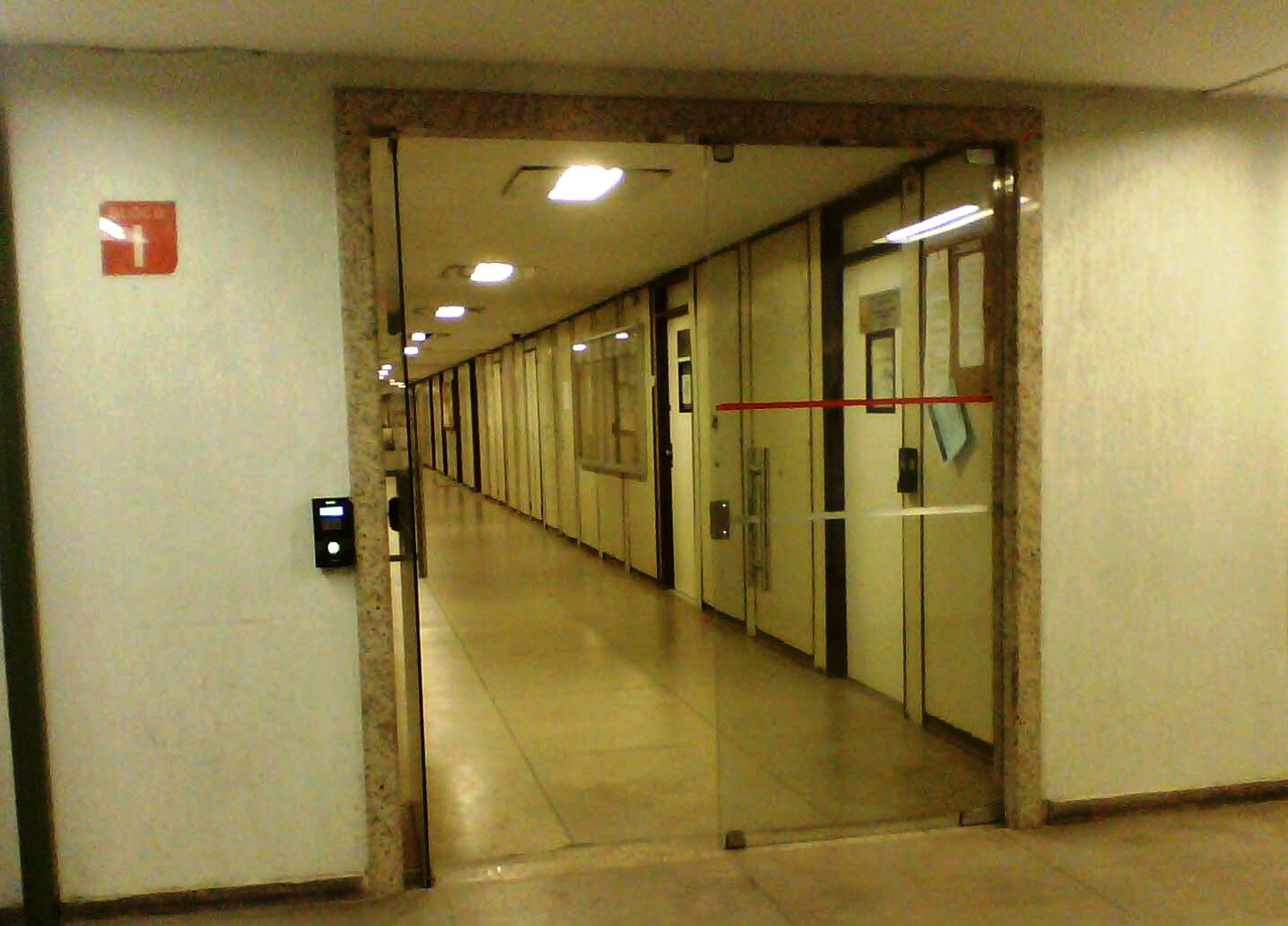
Entrada do Instituto
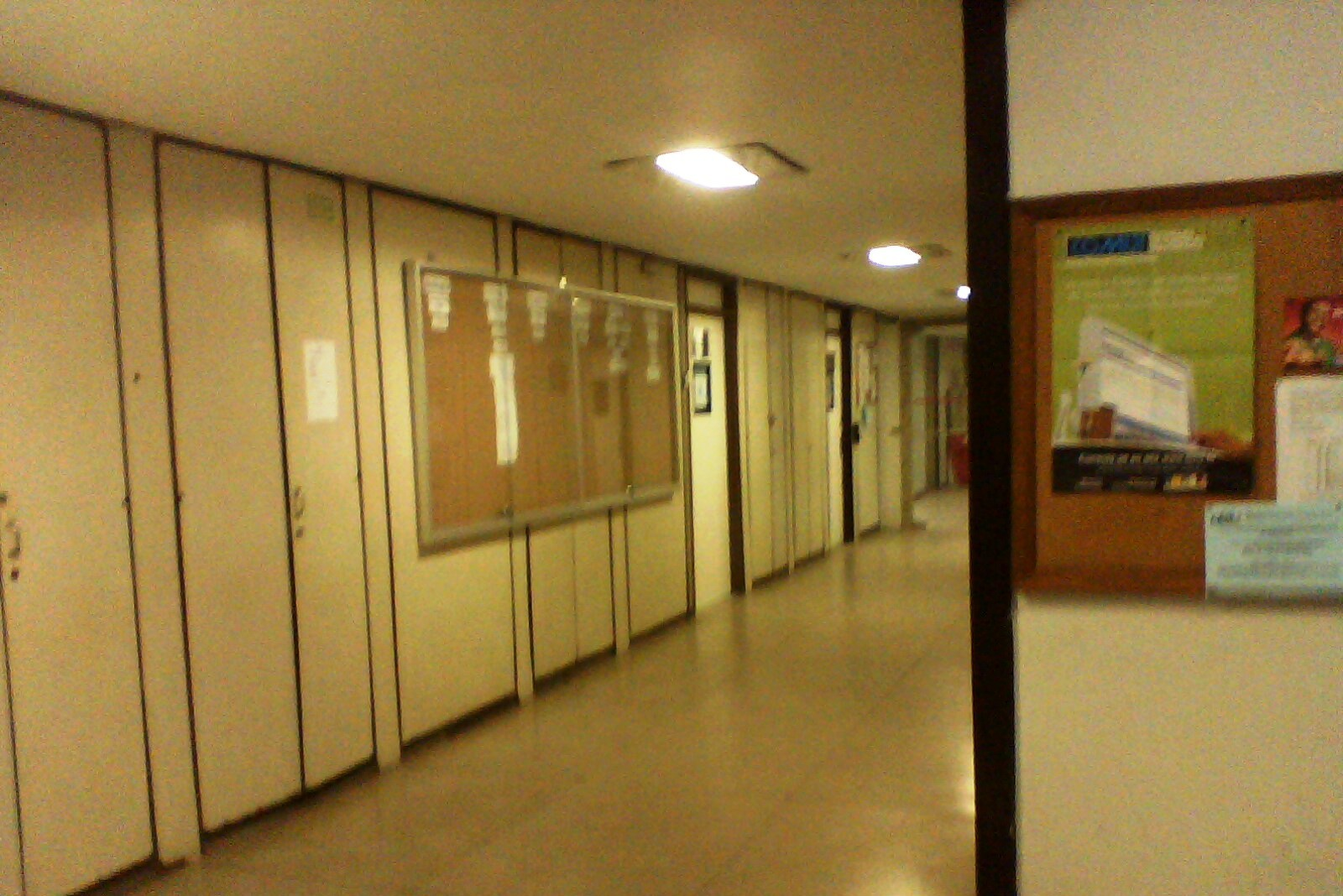
Corredor do 1º andar
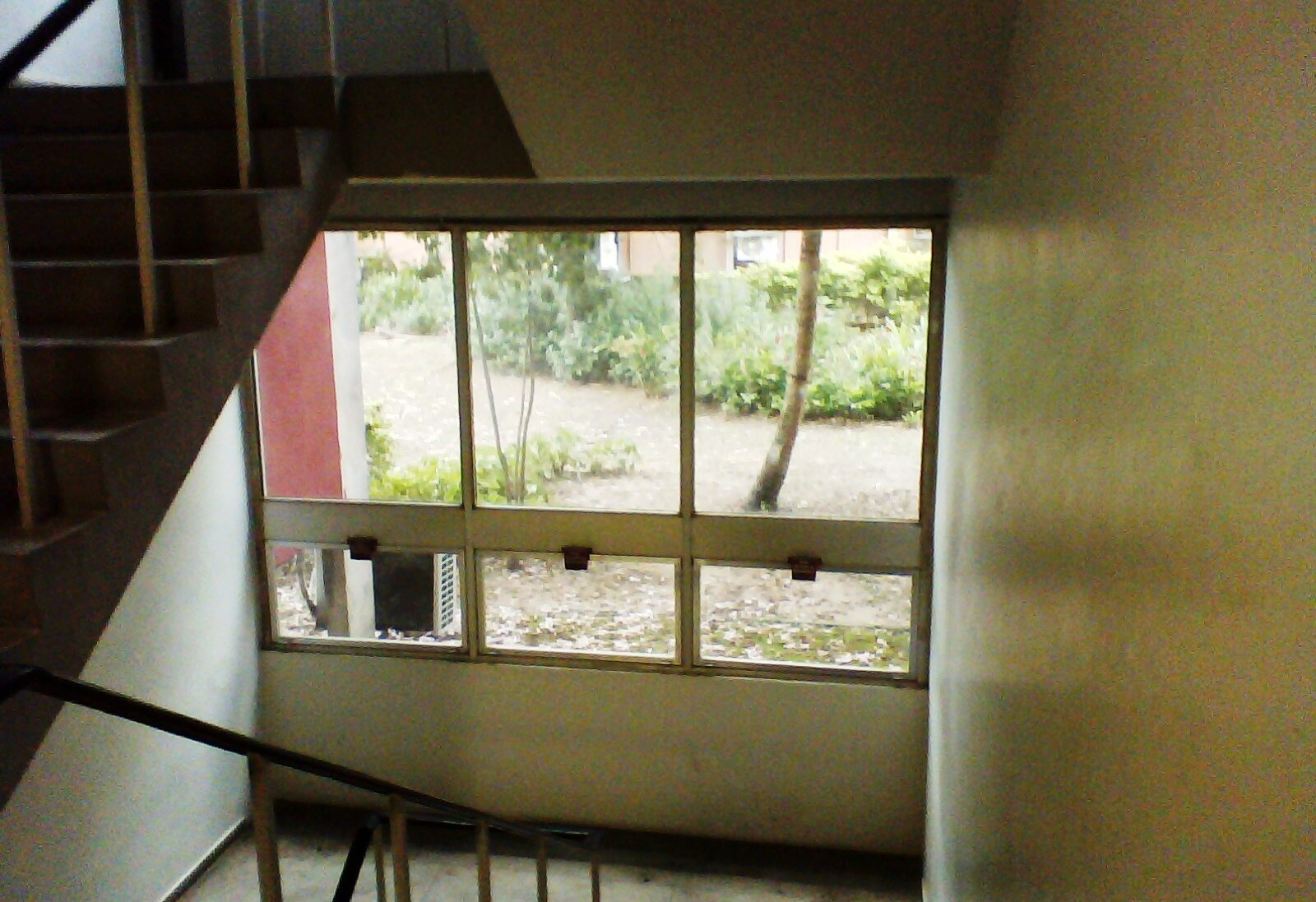
Escadas
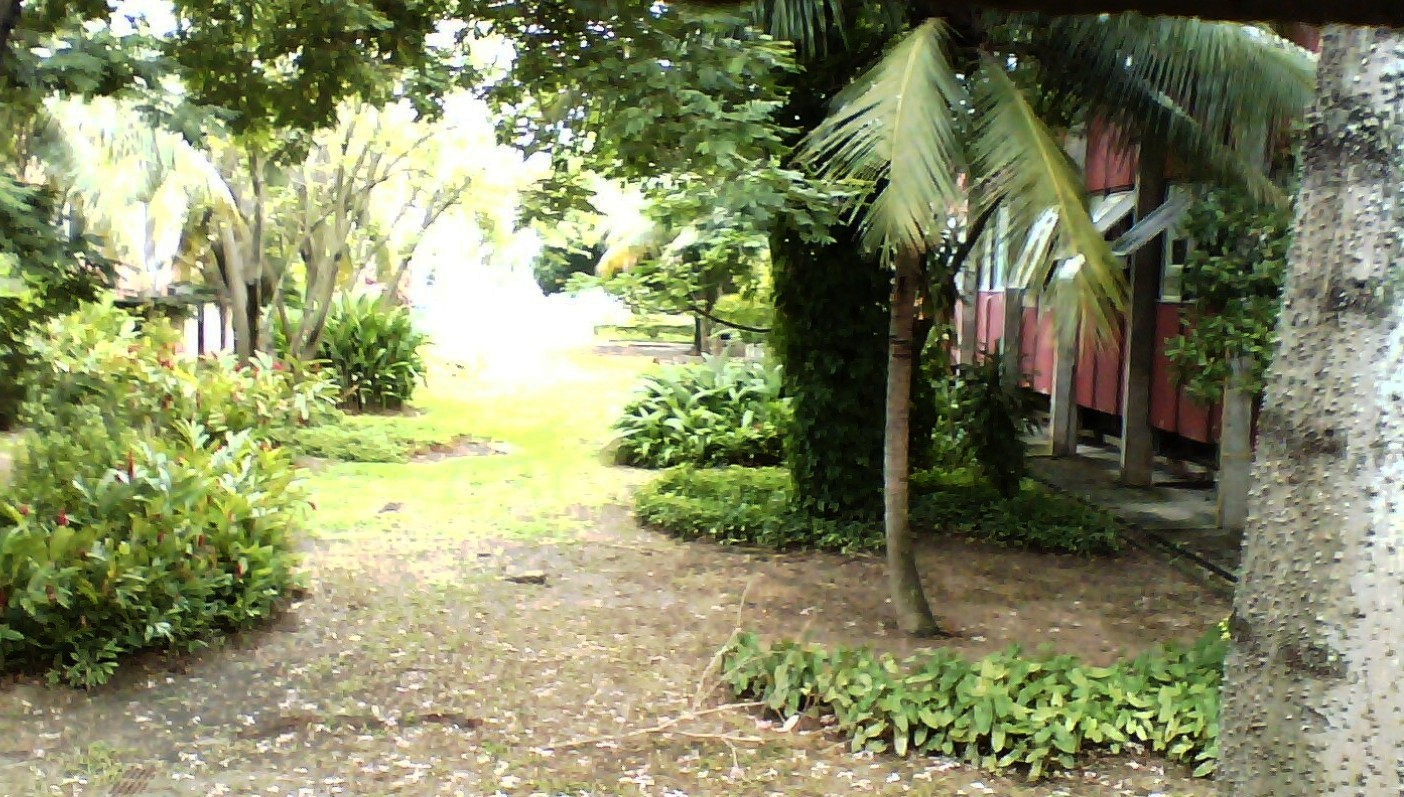
Jardim entre os blocos H e I do CCS